# Umburanas
Umburanas är en kommun i Brasilien.   Den ligger i delstaten Bahia, i den östra delen av landet, 900 km nordost om huvudstaden Brasília. Antalet invånare är 17 010.
I omgivningarna runt Umburanas växer huvudsakligen savannskog. Runt Umburanas är det mycket glesbefolkat, med 5 invånare per kvadratkilometer.